# Willard Nelson Clute
Willard Nelson Clute (ur. 1869, zm. 1950) – amerykański botanik, specjalizujący się w paprotnikach i roślinach nienaczyniowych.
Urodził się 26 lutego 1869 w Painted Post w stanie Nowy Jork, jako syn George N. i Ruth Wright Clute. Ukończył Butler University w Indianapolis, gdzie później pracował od 1928 jako profesor botaniki oraz kurator ogrodu botanicznego. Poślubił Idę Martin, która zilustrowała niektóre z jego prac.
Clute zbierał mszaki, paprotniki i widłaki Ameryki Północnej, Jamajki i Nowej Zelandii. Jego kolekcja znajduje się obecnie w 131 różnych zbiorach. Część z niej znajduje się we Freisner Herbarium przy Butler University. Opisał 12 nowych taksonów. Obok publikacji naukowych napisał wiele podręczników i przewodników po florze zarówno paprotników jak i roślin kwiatowych.
Clute jest współzałożycielem American Fern Society. Był redaktorem The Fern Bulletin oraz The American Botanist.